# Saxifraga hirculus
Saxifraga hirculus és una espècie de saxifraga. És una espècie herbàcia amb les flors grogues i les tiges roges, arriba a fer uns 30 cm d'alt. Creix en torberes incloent-hi zones àrtiques com Svalbard.